# Provincia di Amasya

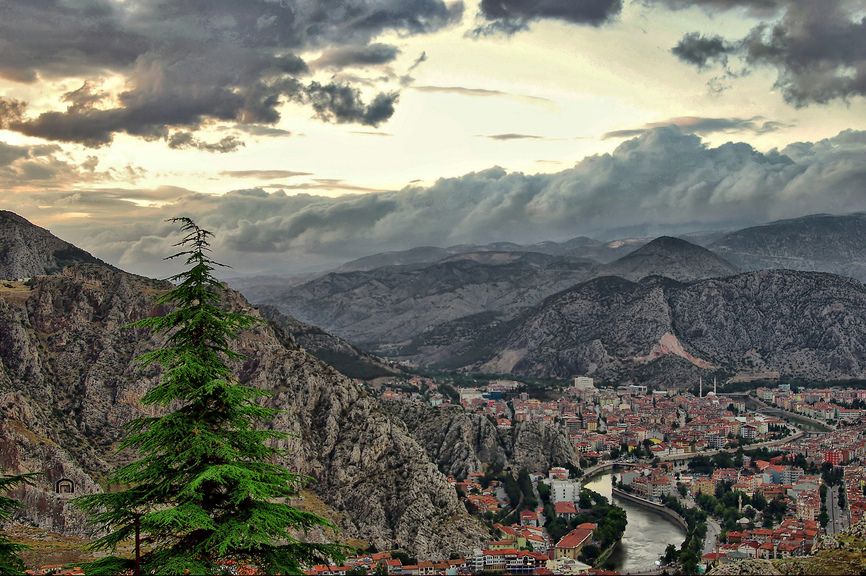

La provincia di Amasya (in turco Amasya ili) è una provincia della Turchia.

## Geografia antropica

### Suddivisioni amministrative

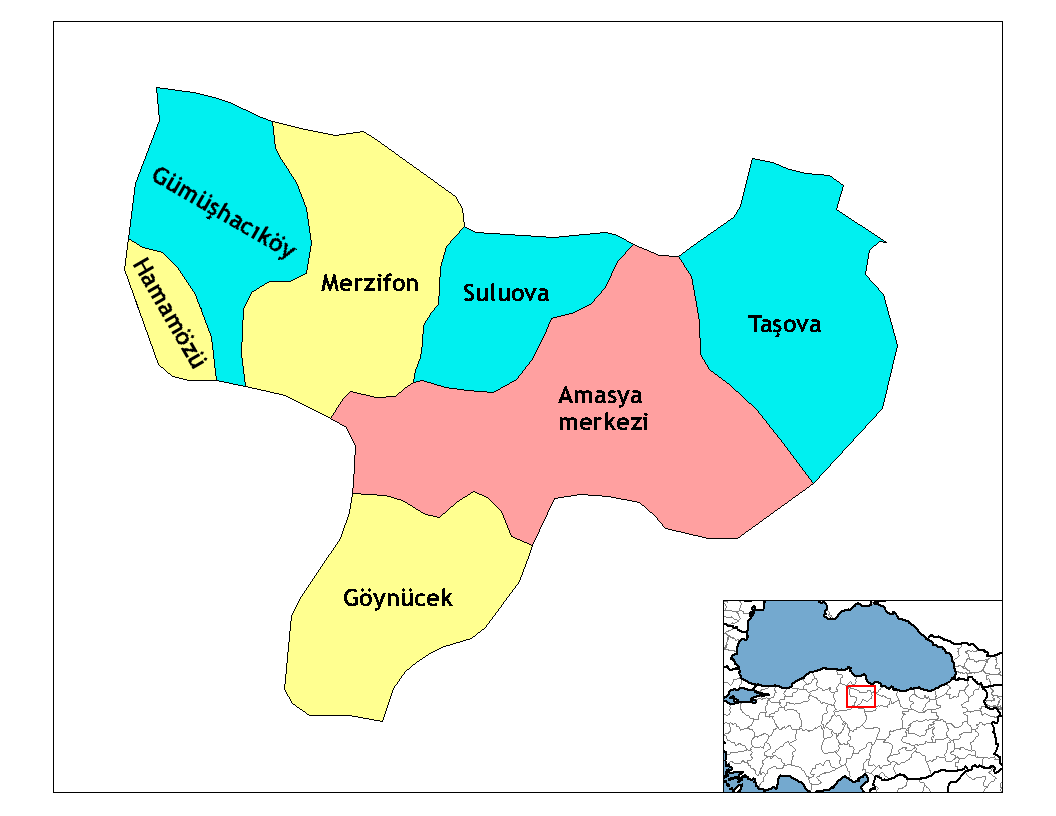
Distretti della provincia di Amasya

La provincia è divisa in 7 distretti:
- Amasya (centro)
- Göynücek
- Gümüşhacıköy
- Hamamözü
- Merzifon
- Suluova
- Taşova

Fanno parte della provincia 29 comuni e 352 villaggi.